# Lucretier
Die Lucretier waren Angehörige der römischen, ursprünglich patrizischen, später plebejischen gens Lucretia, die etruskische Wurzeln besaß. 
Noch in mythische Zeit gehört als älteste bekannte Trägerin des Gentilnamens Lucretia, die Frau des zweiten römischen Königs Numa Pompilius. Berühmt war Lucretia, Tochter des Spurius Lucretius Tricipitinus und Gattin des Collatinus, mit der die historischen Anfänge der Familie erstmals im Kern erfasst werden können. Ihre vorrangigen Vertreter lebten in der frühen römischen Republik am Ausgang des 6. und zu Beginn des 5. Jahrhunderts v. Chr. Im ersten Jahr der römischen Republik stellte die gens mit Spurius Lucretius Tricipitinus einen der beiden Suffektkonsuln. 
Das Cognomen der Lucretier lautete gewöhnlich Tricipitinus, selten auch (Tricipitinus) Flavus. Sie stellten im Verlauf der römischen Republik insgesamt sieben Konsuln und sechs Konsulartribunen. Später gesellten sich zu den patrizischen Tricipitini auch mehrere plebejische Familien hinzu, wie beispielsweise die Familien Gallus, Ofella, Trio und Vespillo. Als Praenomen waren unter den Patriziern Titus, Spurius, Lucius und Publius verbreitet. Benutzt wurden auch Hostus (nur bei Lucretiern vorkommend) und Opiter (sehr häufig bei den Verginiern). Die plebejischen Familien benutzten meist Lucius, Marcus, Spurius und Quintus, aber auch Gaius, Gnaeus und Titus fanden Verwendung.
Der Dichter und Philosoph Lukrez des 1. Jahrhunderts v. Chr. gehörte zu den Lucretiern.

## Mitglieder

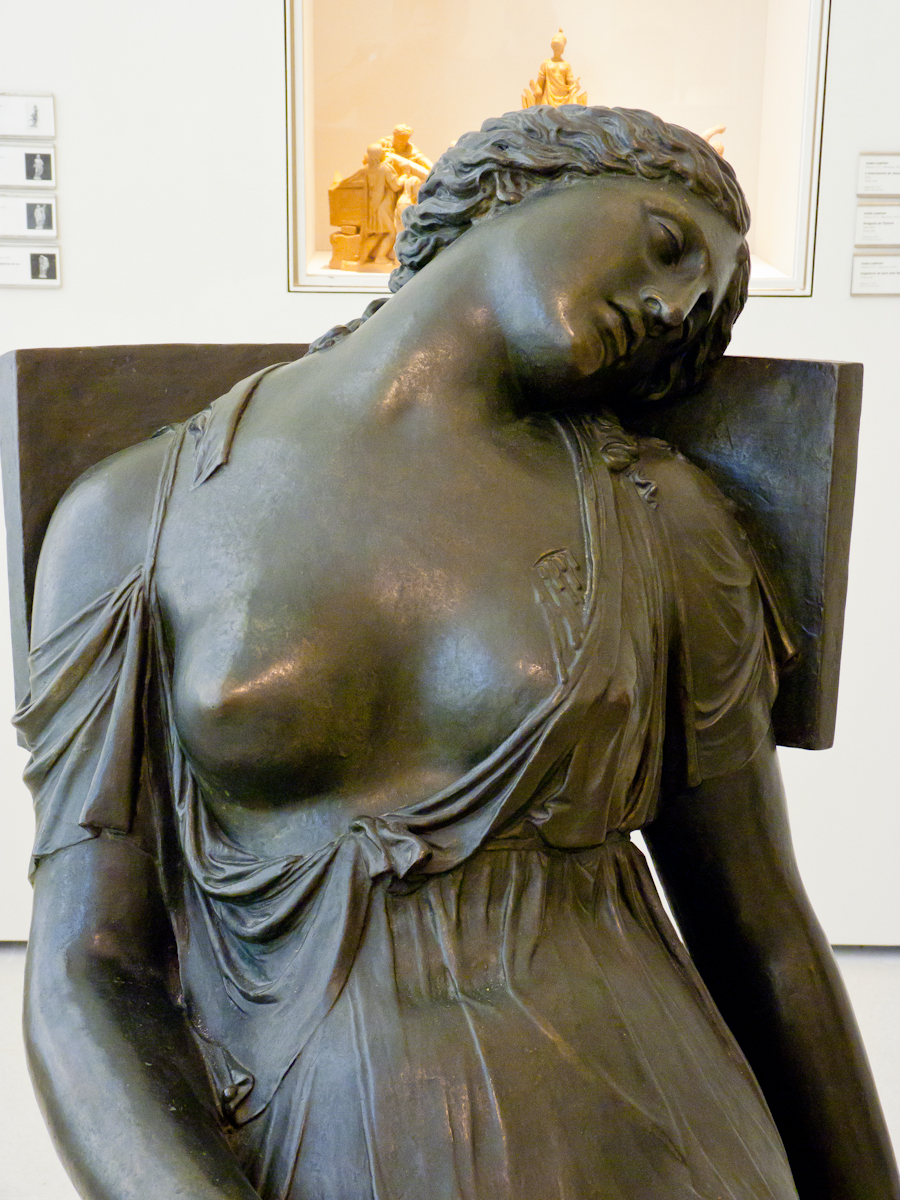
Die tote Lucretia

- Lucretia, Ehefrau des Numa Pompilius[1]
- Titus Lucretius
  - Spurius Lucretius Tricipitinus, Sohn des Titus Lucretius und Mitglied des römischen Senats. Unter Tarquinius Superbus, dem letzten römischen König, hatte er wahrscheinlich das Amt des praefectus urbi inne. Nach der Vertreibung der Tarquinier war er 509 v. Chr. Interrex und Suffektkonsul anstelle des zurückgetretenen Lucius Tarquinius Collatinus, verstarb aber noch im selben Jahr.[2]
    - Lucretia, Tochter des Spurius Lucretius Tricipitinus; heiratete Lucius Tarquinius Collatinus, wurde von Sextus Tarquinius missbraucht und beging 509 v. Chr. Selbstmord.[3]

  - Titus Lucretius Tricipitinus, Onkel der Lucretia, Konsul 508 und 504 v. Chr. Er kämpfte 508 v. Chr. gegen Lars Porsenna, den König von Clusium, und wurde verwundet. Im Jahr 504 v. Chr. setzten Titus und sein Mitkonsul erfolgreich den Krieg gegen die Sabiner fort.[4]
    - Lucius Lucretius Tricipitinus, Sohn des Titus Lucretius Tricipitinus, Konsul 462 v. Chr., triumphierte über die Volsker. Im anschließenden Jahr verteidigte er Kaeso Quinctius, den Sohn des Diktators Lucius Quinctius Cincinnatus, der aber dennoch verurteilt und ins Exil geschickt wurde. Im Jahr 449 v. Chr. sprach er sich als Senator für die Abschaffung des Decemvirats aus.[5]
- Hostus Lucretius Tricipitinus, Konsul 429 v. Chr. Laut Diodor war sein Pränomen Opiter.[6]
  - Publius Lucretius Tricipitinus, Sohn des Hostus Lucretius Tricipitinus, Konsulartribun 419 und 417 v. Chr.[7]
- Lucius Lucretius Tricipitinus Flavus, Suffektkonsul im Jahr 393 v. Chr. und viermaliger Konsulartribun (391, 388, 383 und 381 v. Chr.). Während seiner Konsulatszeit besiegte er die Aequer. Laut Plutarch hatte er das Ehrenrecht des Erstredners im Senat, das später zum Privileg des princeps senatus wurde – ein Titel, der zu seinen Lebzeiten noch nicht existierte.[8]
- Lucius Lucretius, war Quästor und wurde im Jahr 218 v. Chr. zusammen mit anderen römischen Offizieren von den Boiern (Ligurern) gefangen genommen und an Hannibal ausgeliefert.[9]
- Marcus Lucretius, Volkstribun 210 v. Chr., spielte beim Streit um die Ernennung eines Diktators im selben Jahr eine führende Rolle.[10]
- Spurius Lucretius, Prätor während des Zweiten Punischen Krieges 205 v. Chr., erhielt Arminium, das spätere Gallia Cisalpina, als Provinz zugesprochen. Im Jahr 203 v. Chr. ließ er die Stadt Genua wiederaufbauen, die vorher von Mago, dem Bruder Hannibals, zerstört worden war.[11]
- Gaius Lucretius Gallus, Duoviri navalis 181 v. Chr., Prätor 171 v. Chr., Bruder von Marcus Lucretius. War Flottenkommandeur im Krieg gegen Perseus. Im darauffolgenden Jahr wurde er wegen Grausamkeit zu einer schweren Geldbuße verurteilt.[12]
- Spurius Lucretius, Prätor 172 v. Chr., erhielt die Provinz Hispania Ulterior zugewiesen. Im Jahr 169 v. Chr. diente er mit Auszeichnung unter dem Konsul Quintus Marcius Philippus im Krieg gegen Perseus. Im Jahr 162 v. Chr. war er einer der drei Botschafter, die nach Syrien entsandt wurden.[13]
- Marcus Lucretius, Volkstribun 172 v. Chr., war verantwortlich für das Gesetz ut agrum Campanum censores fruendum locarent. Ein Jahr später diente er als Legatus unter seinem Bruder Gaius in Griechenland.[14]
- Gnaeus Lucretius Trio, Münzmeister (triumvir monetalis) um 136 v. Chr.
- Lucretius Vespillo, Ädil 133 v. Chr., warf den Leichnam des Tiberius Sempronius Gracchus in den Tiber. Sein Cognomen spielt auf diesen Vorgang an.[15]
- Quintus Lucretius Ofella, Parteigänger Sullas. Kommandierte 82 v. Chr. den Heeresteil, der die Kapitulation von Praeneste entgegennahm. Entgegen dem Gesetz Sullas de magistratibus ließ er sich im nächsten Jahr als Konsul aufstellen und wurde dann von einem Soldaten Sullas getötet.
- Quintus Lucretius Vespillo, Redner und Jurist, wurde von Sulla geächtet und hingerichtet.[16]
- Lucius Lucretius Trio, Münzmeister (triumvir monetalis) um 76 v. Chr.
- Marcus Lucretius, Senator. Wurde als einer der iudices von Gaius Verres gehalten und deswegen der Bestechung verdächtigt.[17]
- Titus Lucretius Carus (bekannt als Lukrez), Dichter des 1. Jahrhunderts v. Chr., verfasste De rerum natura (Über die Natur der Dinge).
- Quintus Lucretius, enger Freund von Gaius Cassius Longinus. Unterstützte die Adelspartei. Während des Bürgerkrieges musste er aus Sulmo fliehen, als seine Truppen Marcus Antonius die Stadttore öffneten.[18]
- Quintus Lucretius Vespillo, kommandierte 48 v. Chr. während der Schlacht von Pharsalos die Flotte des Pompeius. Im Jahr 43 v. Chr. ließen die Triumvirn nach ihm suchen, aber seine Frau Thuria versteckte ihn solange in ihrem Haus, bis er begnadigt wurde. Er wurde im Jahr 19 v. Chr. zum Suffektkonsul ernannt.[19]